# مانتشا ريال
بلدية مانتشا ريال (بالإسبانية: Mancha Real) هي بلدية تقع في مقاطعة خاين التابعة لمنطقة أندلوسيا جنوب إسبانيا.

## الديموغرافيا
بلغ عدد سكان بلدية مانتشا ريال 11.162 نسمة عام 2011 (وفقاً للمعهد الوطني للإحصاء الإسباني).
| 8.913 | 9.067 | 9.493 | 10.187 | 10.616 | 10.972 | 11.162 |

## أعلام
- فرناندو غوميز